# Strongylognathus cecconii
Strongylognathus cecconii é uma espécie de insecto da família Formicidae.
É endémica de Itália.